# Imrich Stacho
Imrich Stacho (Nagyszombat, 1931. november 4. – 2006. január 10.) szlovák labdarúgókapus.
A csehszlovák válogatott tagjaként részt vett az 1954-es és 1958-as labdarúgó-világbajnokságon, illetve az 1960-as labdarúgó-Európa-bajnokságon.